# Jencsest (Felsővidra község)
Jencsest (románul Inceşti) falu Romániában, Erdélyben, Fehér megyében. Közigazgatásilag Felsővidra községhez tartozik.
Az 1956-os népszámlálás előtt Vidrișoara része volt. 1956-ban 120, 1966-ban 82, 1977-ben 69, 1992-ben 74, 2002-ben 58 román lakosa volt.
A faluban található az Avram Iancu Emlékház, Avram Iancu szüleinek az 1801-ben épített háza. Az épületben 1924-ben az ASTRA egyesület múzeumot alapított.